# Дулаг

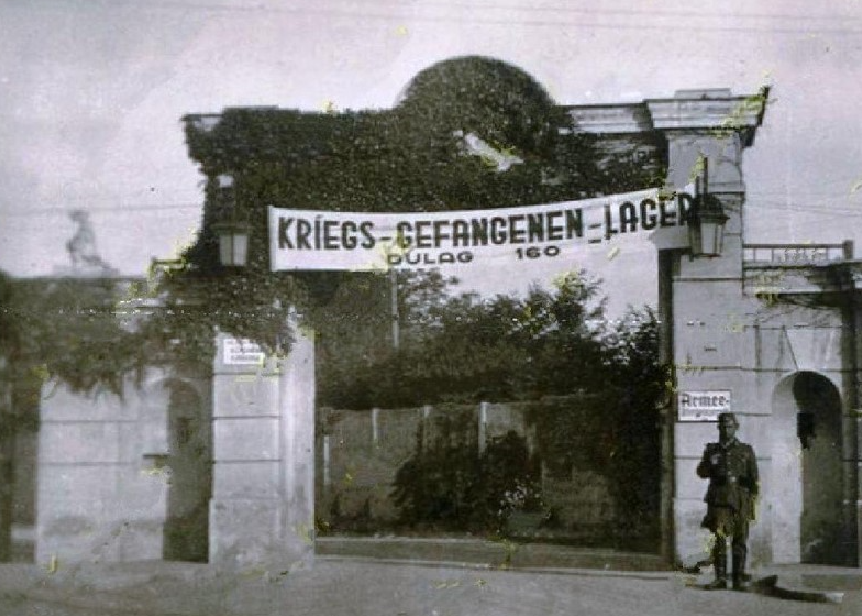
Ворота лагеря Дулаг 160, Украина

Дулаг (нем. Durchgangslager,  сокр. Dulag — пересыльный лагерь) — названия лагерей, создававшихся Германской империей и Нацистской Германией в рамках Второй Женевской конвенции для краткосрочного размещения военнопленных. Дулаги существовали во времена Первой и Второй мировых войн.
Дулаги, в соответствии со своим характером создаваемых преимущественно в срочном порядке или на временной основе, не отвечали элементарным гигиеническим требованиям. В дулаги зачастую попадали и гражданские лица, захваченные нацистами в прифронтовой полосе. Большинство заключённых в дулагах умирали от голода и болезней, многие погибли в результате совершённых нацистами преступлений. 

## Описание

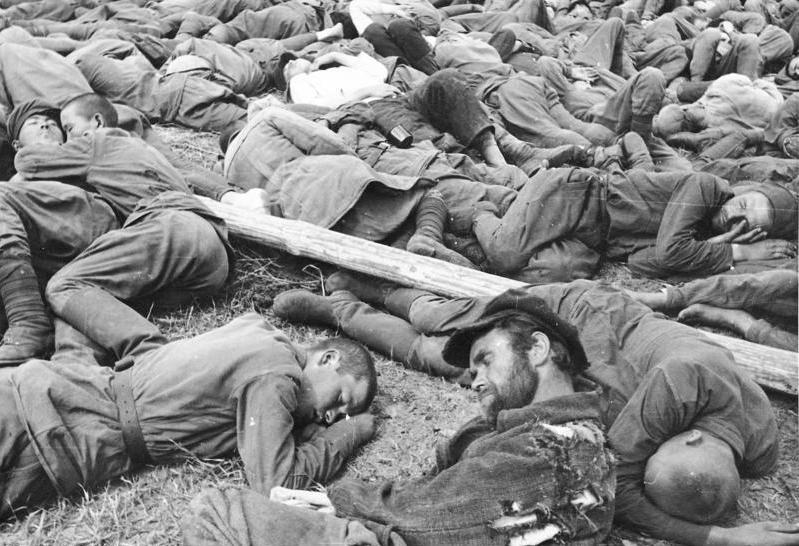
Спящие на земле пленные советские солдаты. 3 июля 1941 года

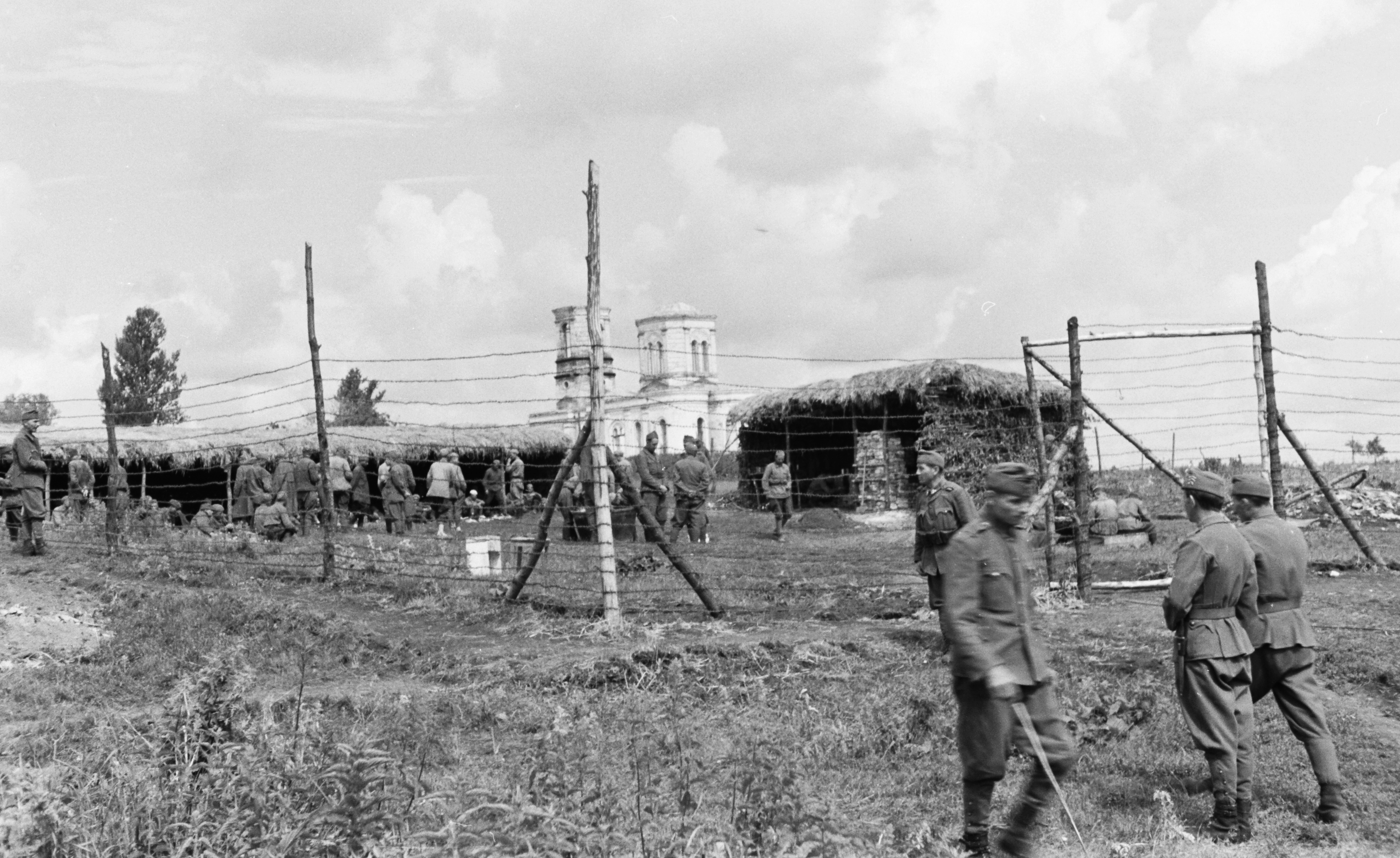
Лагерь для советских военнопленных под охраной венгерских солдат. Россия, село Вишнево, 1942 год

Планом  «Барбаросса» предполагалось, что в первые 6–8 недель операции в руки нацистов попадут от 1 до 2 миллионов пленных. Предусматривалось, что каждый заключённый, не отправленный на работу к гитлеровцам на линию фронта, будет направляться сначала в район, захваченный частями гитлеровской армии, затем в тыл фронта и, наконец, в создаваемые нацистами пересыльные лагеря — дулаги. На этих этапах ответственность за будущее пленных лежала на верховном командовании сухопутных войск. Вскоре верховное командование вермахта приказало перевести заключенных в лагеря генерал-губернаторства Восточной Пруссии, недалеко от западной границы СССР. Так как Гитлер запретил содержание под стражей советских военнопленных в пределах довоенных границ нацистской Германии из-за опасений, что они будут практиковать там коммунистическую пропаганду, для них дулаги создавались в опустошённых войной и оккупацией районах Польши и Советского Союза. Многие лагеря для военнопленных часто располагались на территории, окруженной лесом и колючей проволокой. В результате заключённым приходилось строить эти лагеря с нуля, зачастую в неотапливаемых землянках. Нечеловеческие условия царили и в лагерных лазаретах, где больных могли размещать прямо на земле. Зачастую медицинской помощи заключённым не оказывалось вообще.  
В начальные годы войны дулаги были временными лагерями, служившими для перевозки военнопленных из одного места в другое; позже у заключённых стали снимать отпечатки пальцев и распределять в шталаги и офлаги. 
Для советских военнопленных в дулагах создавались особо тяжёлые условия, при этом нацисты сознательно не обеспечивали заключённых достаточным питанием. Исходя из того, что до войны СССР не присоединился к Женевской конвенции 1929 года о военнопленных, продовольственный паёк для советских военнопленных был меньше, чем того требовала конвенция. Чтобы повысить объём пищи для заключённых, выпекался особый хлеб «G», на 25 % состоявший из опилок. В результате скученности, вызванной большим числом доставляемых в них военнопленных, и, прежде всего, голода в этих лагерях была очень высокая смертность.
Кроме невыносимых условий пребывания военнопленных в землянках и постоянного голода, узники дулагов подвергались издевательствам со стороны охранников, на них натравливали собак, а тех, кто не мог выполнять работы, расстреливали.
Из протокола допроса от 27 августа 1943 года адъютанта коменданта лагеря «Дулаг 205» (село Алексеевка под Волгоградом) обер-лейтенанта Отто Медера: «Никакого суда не было, их расстреливали без суда, по приказанию полковника Керперта. По образованию я юрист и прекрасно понимаю, что это были незаконные расстрелы, попросту — убийства. Но я ведь уже сказал, что в германских лагерях с военнопленными обращаются не так, как это делается в других странах. Например, в Алексеевке русский военнопленный мог быть безнаказанно избит за самую малую провинность, а-то и вовсе без всякой вины».

По архивным данным, в ямах-могильниках вблизи урочища Колотушино Дновского района захоронены около 25 тысяч военнопленных лагеря «Дулаг 100».
Охрана дулагов в основном состояла из коллаборационистов, в частности, на территории Ленинградской области СССР это были жители Эстонии, Литвы, Западной Украины.
Точное местонахождение многих дулагов и мест захоронений погибших в них заключённых до сих пор не известно. Иногда их определяют случайно в ходе строительных работ. В  частности, в 2023—2024 годах в российской деревне Выра при прокладке газовой трубы были найдены и перезахоронены останки 731 военнопленного сортировочного лагеря «Дулаг 140», при этом определены только 4 имени. По многим лагерям отсутствует архивная документация, нет списков заключённых и погибших.

## Известные дулаги
- Дулаг 100
- Дулаг 121
- Дулаг 125
- Дулаг 154
- Дулаг 205